# Chiquinho (mestre-sala)
José Francisco de Oliveira Neto, mais conhecido como Chiquinho (Rio de Janeiro, 2 de novembro de 1963 – Rio de Janeiro, 17 de outubro de 2024), foi um ex-mestre-sala brasileiro, seis vezes campeão do carnaval carioca. É vencedor de dois Estandartes de Ouro, considerado o "Óscar do carnaval".
Durante vinte e dois anos foi o primeiro mestre-sala da Imperatriz Leopoldinense, dançando junto com sua mãe, a porta-bandeira Maria Helena. Também teve passagens pela Alegria da Zona Sul, no acesso do Rio; e pela Unidos da Vila Mamona, escola de samba de Corumbá. Teve como marca de sua dança, a introdução de passos lentos, conhecidos como "câmera lenta". Também se destacou por incluir em suas apresentações o movimento conhecido como "moonwalk".
Após encerrar a carreira, passou a dar aulas de mestre-sala na Vila Cruzeiro e na Vila Olímpica de Ramos, além de desfilar como destaque em diversas agremiações. Recebeu homenagens da Grande Rio, Imperatriz e Miúda da Cabuçu.
Apesar dos campeonatos e prêmios conquistados, Chiquinho não gostava de dançar, e admite ter exercido a ocupação de mestre-sala apenas por influência da mãe. Pai de três filhos, Chiquinho trabalhou como motorista particular. Em 2018, se candidatou a Deputado Estadual do Rio de Janeiro pelo PMB, mas não foi eleito.

## Biografia

### 1963–1978: Nascimento, infância e morte do pai
Filho de Maria Helena Rodrigues e Sebastião Francisco, José Francisco de Oliveira nasceu no dia 2 de novembro de 1963, na cidade do Rio de Janeiro. Grávida aos 18 anos de idade, Maria Helena não conseguiu se manter no emprego e teve que morar na rua com o filho pequeno. Sebastião não quis assumir a paternidade e desapareceu. Após dois anos do nascimento de Chiquinho, a mãe de Sebastião, acolheu o neto e Maria Helena em sua casa, em Duque de Caxias, na Baixada Fluminense. Chiquinho ficava sob os cuidados da avó enquanto Maria Helena trabalhava. Restabelecida como doméstica, Maria Helena passou a frequentar rodas de samba pela cidade, sendo chamada para desfilar em blocos carnavalescos e pequenas escolas de samba. Pré-adolescente, Chiquinho acompanhava a mãe nos ensaios noturnos. O então garoto costumava sambar para o bicheiro Carlinhos Maracanã em troca de gorjetas . Em 1965, desfilou como porta-estandarte do bloco carnavalesco "Quem quiser pode vir", da Pavuna. No bloco, conheceu Julvêncio Oscar de Oliveira, o mestre-sala Bagdá. Em 1974, Sebastião, pai de Chiquinho, foi assassinado durante uma briga de bar em Piabetá. Tanto Chiquinho quanto Maria Helena, não mantinham contato com ele, o que amenizou a dor. Em 1977, Chiquinho e Maria Helena se mudaram Favela da Grota, no Complexo do Alemão, na zona norte do Rio. Mãe e filho começaram a frequentar a quadra da Imperatriz Leopoldinense, que ficava perto de seu novo endereço, e logo Maria Helena foi chamada para desfilar pela agremiação.

### 1979–1988: Parceria com a mãe e Estandarte de Ouro
O desempenho da porta-bandeira chamou a atenção de Paulo Amargoso – então presidente da União da Ilha do Governador – que a convidou para desfilar em sua escola, onde permaneceu por três anos. Na mesma época, Maria Helena começava a preparar o filho para ser seu mestre-sala. Chiquinho queria ser ritmista, mas foi impedido pela mãe. Em 1981, ele dançou como segundo mestre-sala da União da Ilha. A escola ficou classificada na sétima colocação. No mesmo ano, Chiquinho ganhou uma irmã. Maria Helena engravidou e deu à luz Elizângela.
Em 1982, Maria Helena retornou à Imperatriz Leopoldinense, como primeira porta-bandeira. Chiquinho desfilou como segundo mestre-sala. A escola, bicampeã no ano anterior, ficou classificada em terceiro lugar. Para o ano seguinte, o mestre-sala Bagdá se desligou da Imperatriz. Maria Helena foi chamada pela direção para ajudar na escolha de seu novo parceiro e sugeriu o próprio filho. Na época, sem condições financeiras de contratar um mestre-sala mais conhecido, Luizinho Drummond aceitou efetivar o rapaz. Chiquinho não gostou da ideia da mãe mas, pressionado por ela, aceitou a proposta. No primeiro ano dançando juntos, mãe e filho conquistaram a pontuação máxima dos jurados. A escola terminou o carnaval classificada na quarta colocação.
No carnaval de 1984, mais uma vez, conquistaram a nota máxima dos jurados. A escola, em crise financeira, ficou classificada na quarta colocação do desfile de domingo. No desfile de 1985, Chiquinho desfilou com febre alta, ocasionada por um furúnculo na região da axila direita. Ao consultar um médico, dias antes, foi proibido de desfilar, mas sua mãe, o obrigou a se apresentar. Como saída, Chiquinho diminuiu o ritmo da dança, fazendo movimentos lentos. A solução deu certo, e o passo, conhecido como "câmera lenta", virou marca registrada do mestre-sala, incorporado por ele nos anos seguintes. Também neste carnaval, Maria Helena teve a ideia do filho incorporar em sua dança o movimento conhecido como "moonwalk", popularizado pelo cantor Michael Jackson. O casal ganhou nota máxima dos dois jurados oficiais e Chiquinho foi premiado com seu primeiro Estandarte de Ouro, considerado o "Óscar do carnaval". Nos anos de 1986 e 1987, os dois novamente receberam nota máxima dos jurados. Em 1987, Chiquinho recebeu o seu segundo Estandarte de Ouro de melhor mestre-sala do carnaval.
No ano seguinte, em 1988, a dupla obteve um resultado ruim. A Imperatriz atravessava outra crise financeira, o que refletiu na simplicidade das fantasias e alegorias apresentadas. A fantasia de Chiquinho estava apertada, enquanto a de Maria Helena - com muitas plumas - se desmanchou durante o desfile. O casal ainda enfrentou uma fraca chuva durante sua exibição. Maria Helena chegou a chorar durante a apresentação. No julgamento oficial, o casal recebeu duas notas 10, uma nota 9 e outra nota 8, sendo que a maior nota (10) e a menor (8) foram descartadas seguindo o regulamento da época. Foi o primeiro ano, desde que começaram a dançar juntos, que mãe e filho não conquistaram a pontuação máxima para a escola. A Imperatriz ultrapassou o tempo limite de desfile, terminando classificada na última colocação do Grupo, mas o descenso foi cancelado após a LIESA responsabilizar-se pelo atraso da escola, causado pela queda de um fio de alta tensão durante a passagem da agremiação anterior, a União da Ilha. Apesar do desfile dramático, Maria Helena conquistou o seu primeiro Estandarte de Ouro.

### 1989–2001: Os seis campeonatos na Imperatriz
Em 1989, a Imperatriz sagrou-se campeã com o antológico desfile "Liberdade, Liberdade, Abra as Asas Sobre Nós". Pela primeira vez, Chiquinho e Maria Helena foram campeões do carnaval. A dupla foi cortada do desfile de 1993 pelo então presidente da Imperatriz, Luizinho Drummond, por não comparecerem a um dos ensaios. Para o carnaval de 1994, Luizinho chamou mãe e filho de volta para a escola. Maria Helena se esforçou para convencer Chiquinho a retornar ao carnaval após o desligamento do ano anterior. Mesmo com o sucesso obtido nos anos anteriores, Chiquinho desfilava apenas porque sua mãe lhe obrigava.
"Detestava aqueles dias porque tinha que começar a ensaiar. Eu ia muito revoltado para a avenida, e ficava mais ainda porque todo ano a gente chegava ao Desfile das Campeãs e tinha que desfilar de novo!"— Chiquinho sobre o período de carnaval.
A Imperatriz foi campeã do carnaval de 1994 e Maria Helena foi agraciada com seu segundo Estandarte de Ouro. No ano seguinte, em 1995, receberam nota máxima do júri e mais uma vez sagraram-se campeões com a Imperatriz. Em 1996, novamente receberam nota dez de todos os jurados e a Imperatriz foi vice-campeã do carnaval. Mais três títulos foram conquistados em 1999, 2000 e 2001. Em 1999, Chiquinho e Maria Helena chegaram a brigar pouco antes do carnaval, mas fizeram as pazes a tempo de desfilar. Jorge Benjor, que assistiu ao desfile da Imperatriz, compôs a canção Maria Helena e Chiquinho, na qual diz que “Depois da luta do bem contra o mal / Um ano de brigas e intrigas / A paz veio dançando na passarela / Com uma evolução angelical”.

### 2002–2013: Saída da Imperatriz e passagens por Alegria e Corumbá

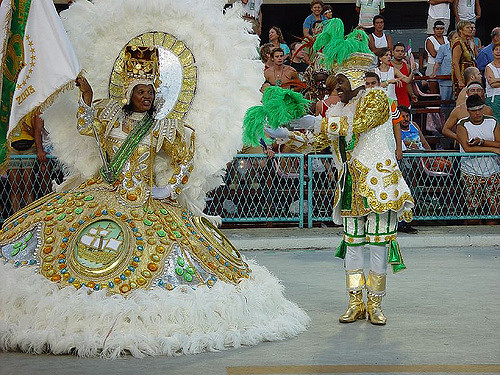
Maria Helena e Chiquinho se apresentam no desfile de 2003 da Imperatriz Leopoldinense.

O carnaval de 2001 foi a última vez que Chiquinho e sua mãe ganharam nota máxima na Imperatriz. Em 2002 e 2003, os dois perderam meio ponto. Em 2004, sete décimos foram descontados do casal. Em 2005, a Imperatriz deixou a Sapucaí como uma das favoritas ao título. Chiquinho e Maria Helena perderam cinco décimos no julgamento oficial e foram considerados como um dos responsáveis pela perda do título. Após o carnaval, o casal foi dispensado da escola.

"Uma falta de carinho e respeito pela dedicação tão grande da minha mãe. Faltou ética pela história que nós fizemos juntos e ajudamos a ganhar seis títulos com notas positivas."— Chiquinho, em 2015, sobre sua dispensa da Imperatriz.
Em 2006, Chiquinho e Maria Helena desfilaram no Grupo A pela Alegria da Zona Sul. Apesar de receberam nota máxima dos jurados, a escola foi rebaixada. Em 2007, desfilaram novamente pela Alegria. A escola conquistou o sétimo lugar. Após encerrarem a carreira no carnaval carioca, mãe e filho passaram a ministrar aulas de mestre-sala e porta-bandeira na Vila Cruzeiro e na Vila Olímpica de Ramos.
No carnaval de 2010, Chiquinho e Maria Helena participaram do desfile dos Acadêmicos do Grande Rio, onde foram homenageado juntos à outros casais mestres-sala e porta-bandeiras, dentro do enredo sobre o Sambódromo. A escola foi vice-campeã do carnaval.
No carnaval de 2012, Mãe e filho desfilaram como primeiro casal da escola de samba Unidos da Vila Mamona, do Mato Grosso do Sul. A escola foi campeã do Grupo de Acesso do carnaval de Corumbá. No ano seguinte, os dois voltaram a desfilar pela Unidos da Vila Mamona. Maria Helena passou mal no inicio de sua apresentação. A porta-bandeira foi atendida por uma equipe médica no local e tentou prosseguir desfilando, mas não resistiu e teve que ser levada de ambulância para o hospital. Sem o casal, a escola perdeu pontos e foi rebaixada.

### 2014–presente: Homenagens e retorno à Imperatriz como destaque
A partir de 2015, Chiquinho passou a desfilar como destaque na Imperatriz. No desfile da escola em 2015, desfilou ao lado da mãe, em uma alegoria. Os dois vestiram a mesma fantasia com que desfilaram no carnaval de 2000. Em 2017, mãe e filho participaram do desfile da Acadêmicos da Rocinha, em homenagem ao carnavalesco Viriato Ferreira. No carnaval de 2018, os dois foram homenageados pela escola de samba mirim Miúda da Cabuçu com o enredo "Maria Helena e Chiquinho, casal nota 1000". No mesmo ano, participaram da comissão de frente da Imperatriz. Nas eleições de 2018, se candidatou a Deputado Estadual do Rio de Janeiro pelo PMB, mas não foi eleito. Em 2019, a Imperatriz Leopoldinense foi rebaixada. Mãe e filho desfilaram como destaque na última alegoria da escola. Também participaram do desfile da Arame de Ricardo, que homenageou Jeronymo da Portela.

### Morte
Chiquinho faleceu na tarde de 17 de outubro de 2024 aos 60 anos. Ele estava internado há mais de um mês tratando uma infecção generalizada no Hospital Getúlio Vargas, na Penha, zona norte do Rio.

## Carnavais

### Rio de Janeiro
Abaixo, a lista de carnavais de Chiquinho no Rio de Janeiro e seu desempenho em cada ano.
| Legenda: 0 Nota descartada N Escola foi campeã * Sem informação disponível |

| Ano                  | Grupo    | Escola                      | Classificação          | Porta-bandeira | Notas               | Notas               | Notas               | Notas               | Notas               | Ref.          |
| -------------------- | -------- | --------------------------- | ---------------------- | -------------- | ------------------- | ------------------- | ------------------- | ------------------- | ------------------- | ------------- |
| 1981                 | Grupo 1A | União da Ilha do Governador | 7.º lugar              | *              | Segundo Mestre-Sala | Segundo Mestre-Sala | Segundo Mestre-Sala | Segundo Mestre-Sala | Segundo Mestre-Sala | [ 7 ]         |
| 1982                 | Grupo 1A | Imperatriz Leopoldinense    | 3.º lugar              | *              | Segundo Mestre-Sala | Segundo Mestre-Sala | Segundo Mestre-Sala | Segundo Mestre-Sala | Segundo Mestre-Sala | [ 8 ]         |
| 1983                 | Grupo 1A | Imperatriz Leopoldinense    | 4.º lugar              | Maria Helena   | 10                  | 10                  | -                   | -                   | -                   | [ 28 ] [ 8 ]  |
| 1984                 | Grupo 1A | Imperatriz Leopoldinense    | 4.º lugar              | Maria Helena   | 10                  | 10                  | -                   | -                   | -                   | [ 29 ] [ 30 ] |
| 1985                 | Grupo 1A | Imperatriz Leopoldinense    | 8.º lugar              | Maria Helena   | 10                  | 10                  | -                   | -                   | -                   | [ 31 ] [ 32 ] |
| 1986                 | Grupo 1A | Imperatriz Leopoldinense    | 8.º lugar              | Maria Helena   | 10                  | 10                  | -                   | -                   | -                   | [ 33 ] [ 34 ] |
| 1987                 | Grupo 1  | Imperatriz Leopoldinense    | 6.º lugar              | Maria Helena   | 10                  | 10                  | 10                  | 9                   | -                   | [ 35 ] [ 36 ] |
| 1988                 | Grupo 1  | Imperatriz Leopoldinense    | 14.º lugar             | Maria Helena   | 10                  | 9                   | 10                  | 8                   | -                   | [ 37 ] [ 38 ] |
| 1989                 | Grupo 1  | Imperatriz Leopoldinense    | Campeã                 | Maria Helena   | 10                  | 10                  | 10                  | -                   | -                   | [ 39 ] [ 40 ] |
| 1990                 | Especial | Imperatriz Leopoldinense    | 4.º lugar              | Maria Helena   | 10                  | 10                  | 9                   | -                   | -                   | [ 41 ] [ 42 ] |
| 1991                 | Especial | Imperatriz Leopoldinense    | 3.º lugar              | Maria Helena   | 10                  | 10                  | 10                  | -                   | -                   | [ 43 ] [ 44 ] |
| 1992                 | Especial | Imperatriz Leopoldinense    | 3.º lugar              | Maria Helena   | 10                  | 10                  | 10                  | -                   | -                   | [ 45 ] [ 46 ] |
| Não desfilou em 1993 |          |                             |                        |                |                     |                     |                     |                     |                     |               |
| 1994                 | Especial | Imperatriz Leopoldinense    | Campeã                 | Maria Helena   | 10                  | 10                  | 9,5                 | -                   | -                   | [ 47 ] [ 48 ] |
| 1995                 | Especial | Imperatriz Leopoldinense    | Campeã                 | Maria Helena   | 10                  | 10                  | 10                  | 10                  | 10                  | [ 49 ] [ 50 ] |
| 1996                 | Especial | Imperatriz Leopoldinense    | Vice-campeã            | Maria Helena   | 10                  | 10                  | 10                  | 10                  | 10                  | [ 51 ] [ 52 ] |
| 1997                 | Especial | Imperatriz Leopoldinense    | 6.º lugar              | Maria Helena   | 10                  | 10                  | 10                  | 10                  | -                   | [ 53 ] [ 54 ] |
| 1998                 | Especial | Imperatriz Leopoldinense    | 3.º lugar              | Maria Helena   | 10                  | 10                  | 10                  | 10                  | 10                  | [ 55 ] [ 56 ] |
| 1999                 | Especial | Imperatriz Leopoldinense    | Campeã                 | Maria Helena   | 10                  | 10                  | 10                  | -                   | -                   | [ 57 ] [ 58 ] |
| 2000                 | Especial | Imperatriz Leopoldinense    | Campeã                 | Maria Helena   | 10                  | 10                  | 9,5                 | -                   | -                   | [ 59 ] [ 60 ] |
| 2001                 | Especial | Imperatriz Leopoldinense    | Campeã                 | Maria Helena   | 10                  | 10                  | 10                  | -                   | -                   | [ 61 ] [ 62 ] |
| 2002                 | Especial | Imperatriz Leopoldinense    | 3.º lugar              | Maria Helena   | 10                  | 10                  | 9,8                 | 9,7                 | -                   | [ 63 ] [ 64 ] |
| 2003                 | Especial | Imperatriz Leopoldinense    | 4.º lugar              | Maria Helena   | 10                  | 9,9                 | 9,8                 | 9,8                 | -                   | [ 65 ] [ 66 ] |
| 2004                 | Especial | Imperatriz Leopoldinense    | 5.º lugar              | Maria Helena   | 10                  | 9,9                 | 9,8                 | 9,6                 | -                   | [ 67 ] [ 68 ] |
| 2005                 | Especial | Imperatriz Leopoldinense    | 4.º lugar              | Maria Helena   | 10                  | 10                  | 9,8                 | 9,7                 | -                   | [ 69 ] [ 70 ] |
| 2006                 | Grupo A  | Alegria da Zona Sul         | 10.º lugar (rebaixada) | Maria Helena   | 10                  | 10                  | 10                  | 9,9                 | -                   | [ 71 ] [ 72 ] |
| 2007                 | Grupo B  | Alegria da Zona Sul         | 7.º lugar              | Maria Helena   | *                   | *                   | *                   | *                   | *                   | [ 73 ]        |

### Corumbá
| Ano  | Grupo    | Escola                | Porta-Bandeira | Classificação | Ref.   |
| ---- | -------- | --------------------- | -------------- | ------------- | ------ |
| 2012 | Acesso   | Unidos da Vila Mamona | Maria Helena   | Campeã        | [ 18 ] |
| 2013 | Especial | Unidos da Vila Mamona | Maria Helena   | 5.º lugar     | [ 20 ] |

## Títulos e estatísticas
Chiquinho participou de seis campeonatos e um vice-campeonato da Imperatriz Leopoldinense.
| Divisão        | Campeonato | Ano                                 | Vice | Ano  | Terceiro lugar | Ano                     |
| -------------- | ---------- | ----------------------------------- | ---- | ---- | -------------- | ----------------------- |
| Grupo Especial | 6          | 1989, 1994, 1995, 1999, 2000 e 2001 | 1    | 1996 | 4              | 1991, 1992, 1998 e 2002 |

## Premiações
- Estandarte de Ouro

1. 1985 - Melhor mestre-sala (Imperatriz Leopoldinense) [1]
2. 1987 - Melhor mestre-sala (Imperatriz Leopoldinense) [1]

- Plumas & Paetês Cultural

1. 2011 - Eu Sou o Samba / Personalidade [74]

- Troféu Jorge Lafond

1. 2006 - Melhor mestre-sala (Alegria) [75]